# حبيل حمر (يافع)

تعديل مصدري - تعديل

حبيل حمر هي إحدى قرى عزلة لبعوس بمديرية يافع التابعة لمحافظة لحج، بلغ تعداد سكانها 167 نسمة حسب تعداد اليمن لعام 2004.